# Parc Nacional de Springbrook
El Parc Nacional de Springbrook és un parc nacional protegit que es troba a l'interior de la Gold Coast de Queensland, Austràlia. Està inscrit a la llista del Patrimoni de la Humanitat de la UNESCO des del 1986 amb el nom de Selves tropicals de Gondwana.
Les 6.197 hectàrees del parc estan situades a la Serralada McPherson, prop de Springbrook, a uns 100 quilòmetres al sud de Brisbane.